# 西門緊急停靠站
西門緊急停靠站為臺灣鐵路公司縱貫線上、於臺北鐵路地下化專案中臺北市市區路段所設置的緊急停靠站，1989年9月2日設站。日治時代臺灣總督府鐵道部曾於此處設有新起町乘降場，於1930年11月5日設站。
日治時期的新起町乘降場用以停靠汽油客車，直到太平洋戰爭時期缺乏汽油為止。戰後的1950年代，臺鐵計畫將其復站，命名為西門車站；但因臺鐵無力處理車站附近及月臺上的違建，從未啟用。
臺北鐵路地下化專案後設立預留給臺北捷運西門站的月臺；但由於後來的台北捷運規劃有變，用途改作緊急月台，平時無任何臺鐵客運、貨運列車停靠。本站有3個通往地面層的緊急出口，以及2個通往臺北捷運西門站出口長廊的連通道（位在1號與6號出口處），2007年1月5日台灣高鐵通車後為臺鐵與高鐵共用之緊急出口（高鐵使用的南隧道並無月台）。目前此站對於一般旅客僅作為緊急逃生用，只出不入。
為確保鐵路行車安全，各個緊急停靠站和其他地下緊急出口鐵門皆標示「非公務請勿入，保安全請關門」12字。

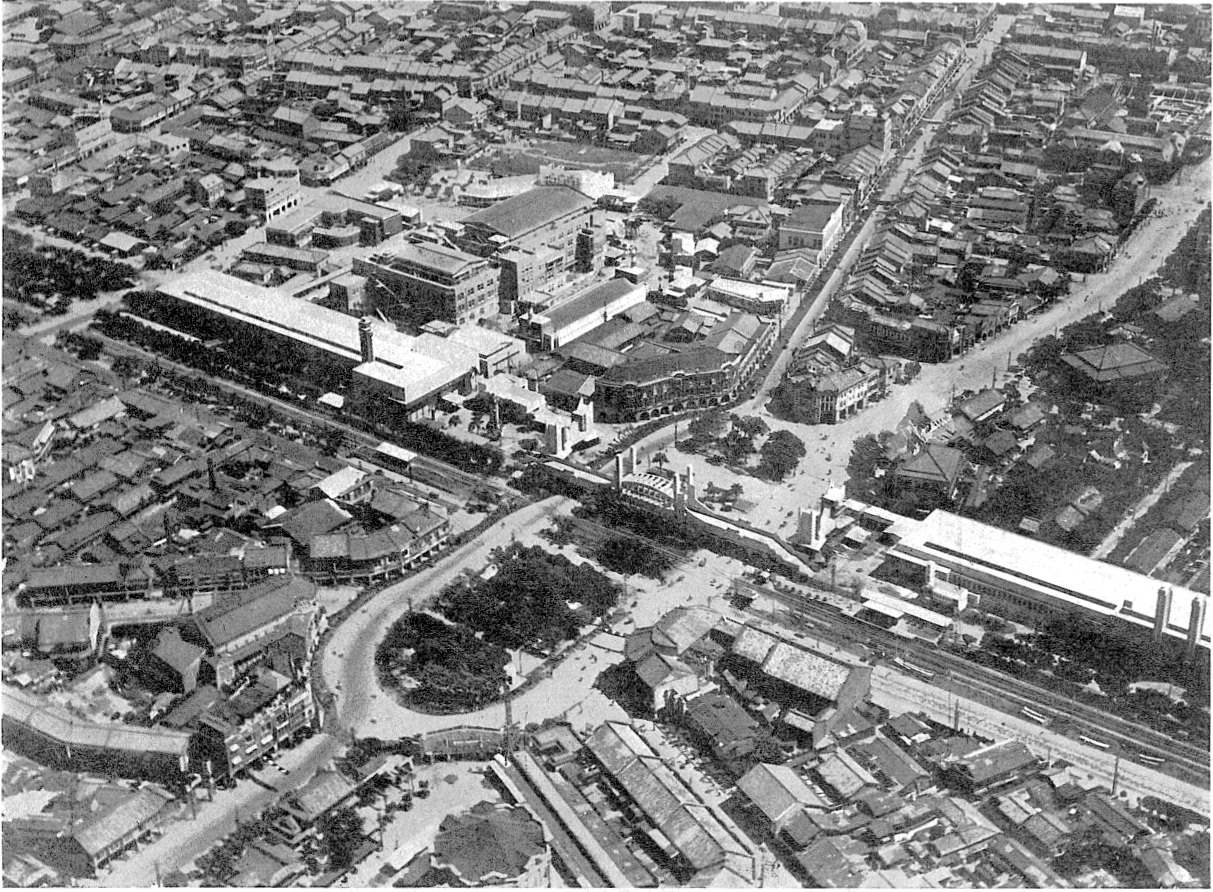
1935年始政四十周年記念臺灣博覽會的圖片可看新起町車站月台
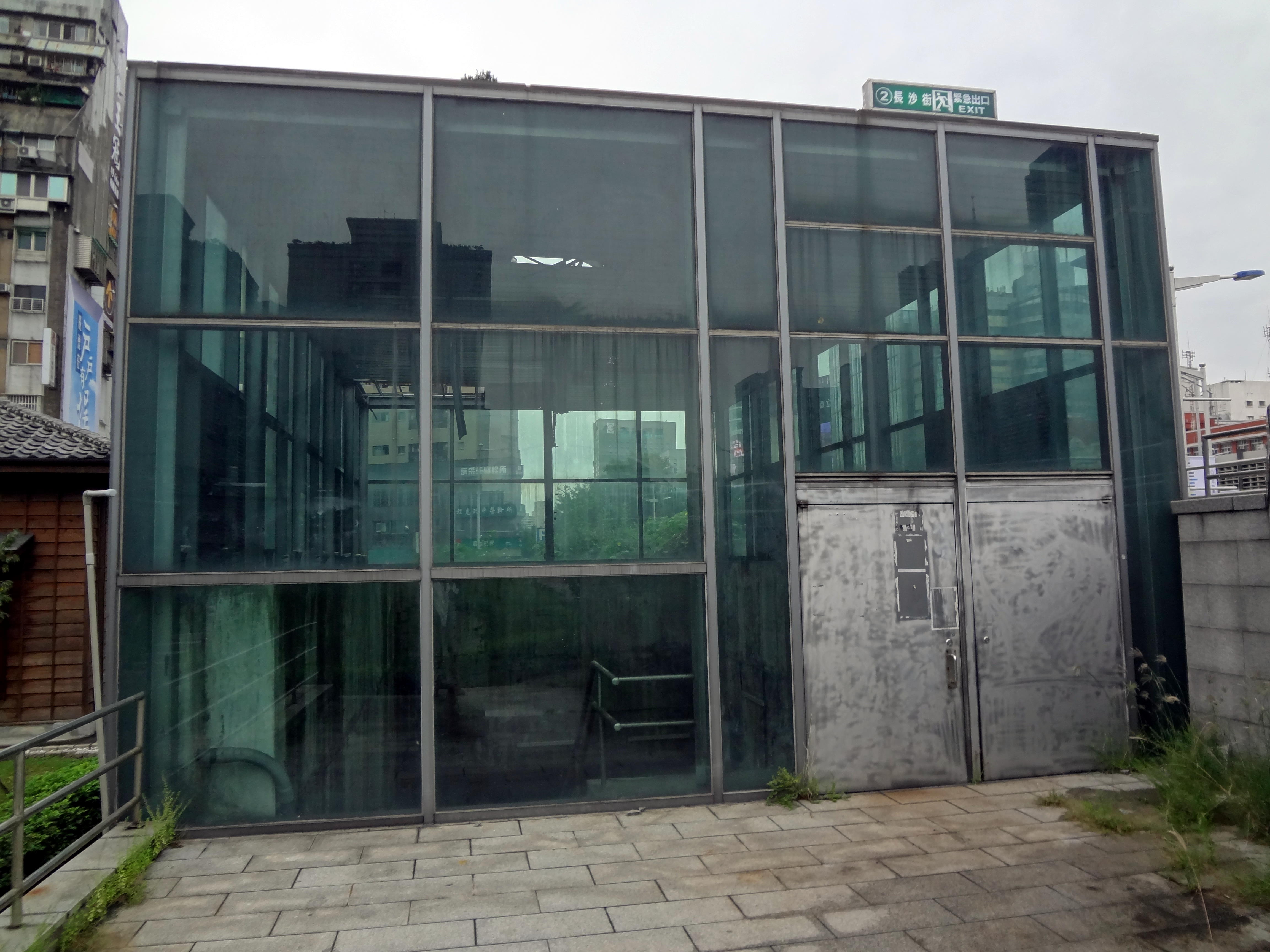
西門緊急停靠站2號出口（長沙緊急出口）
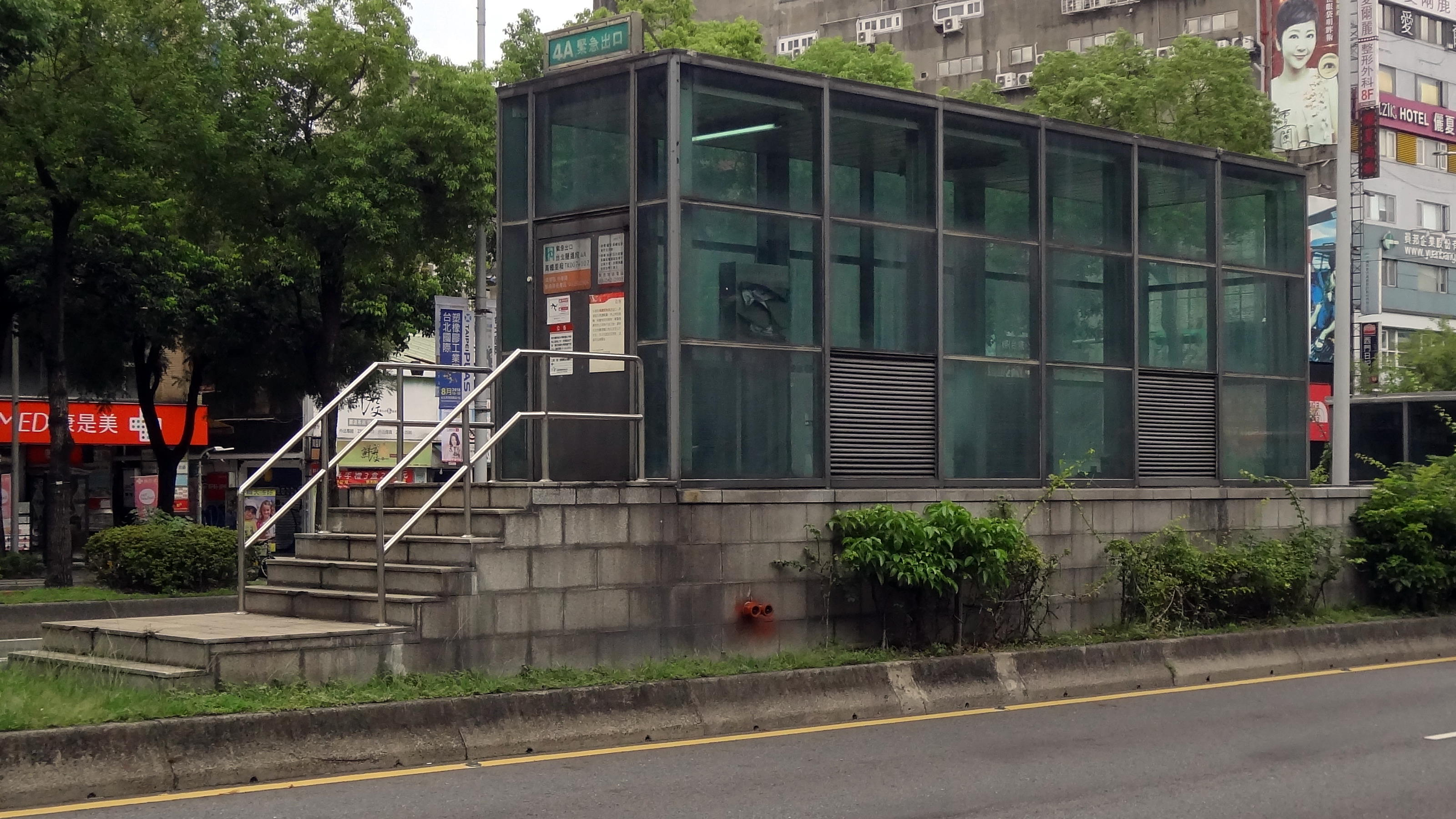
西門緊急停靠站4A出口（武昌緊急出口）
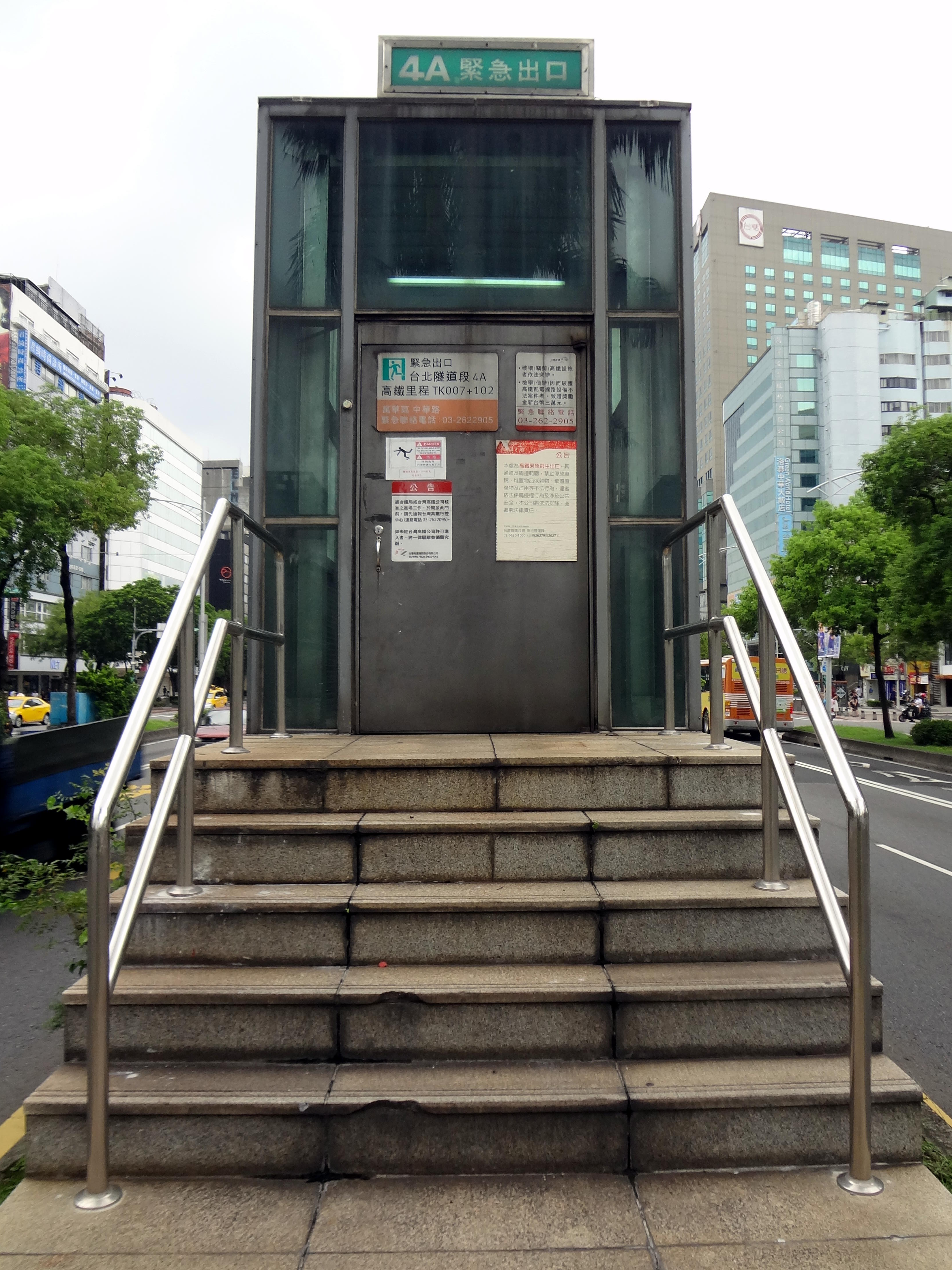
西門緊急停靠站4A出口鐵門
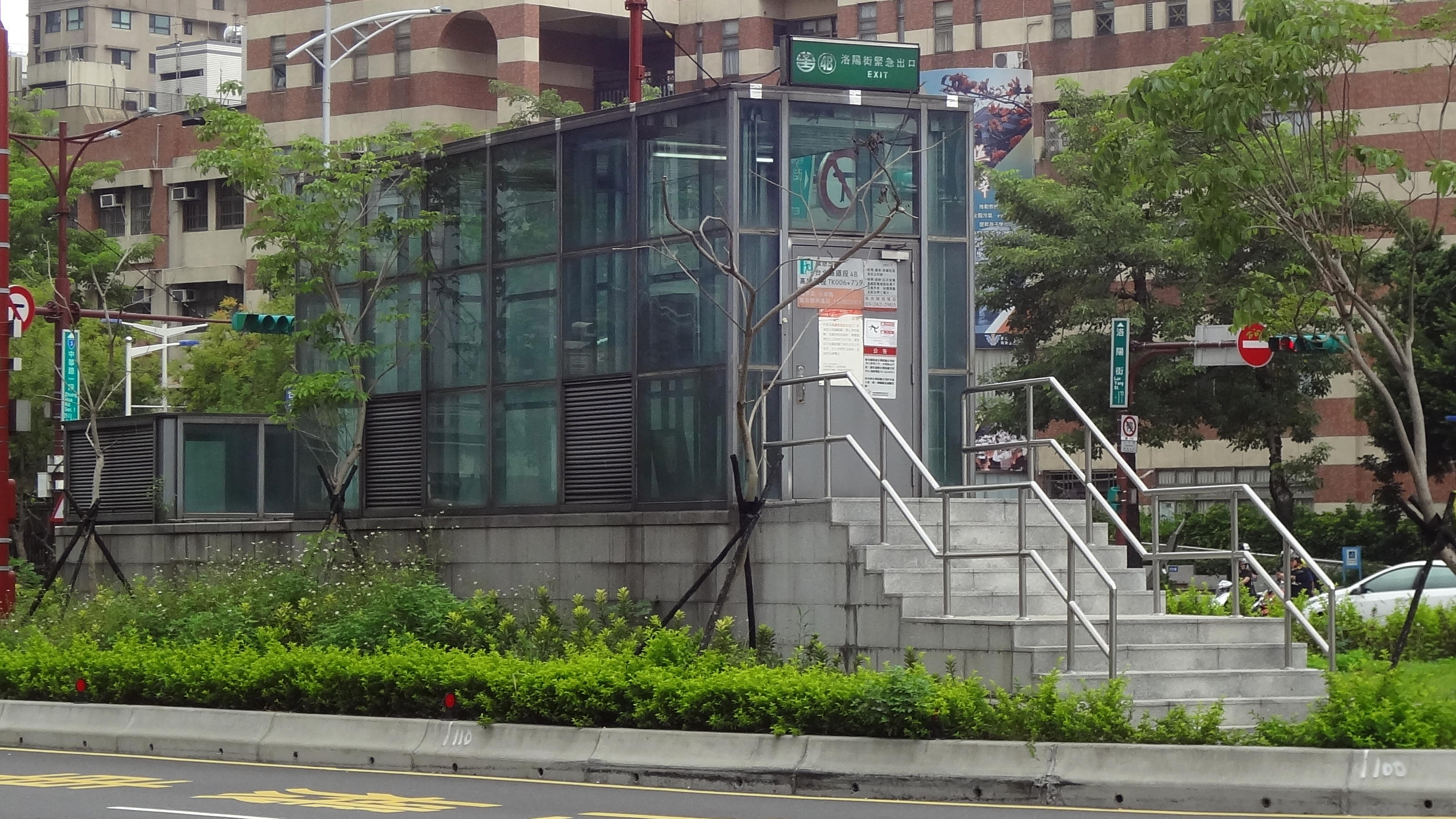
西門緊急停靠站4B出口（洛陽緊急出口）
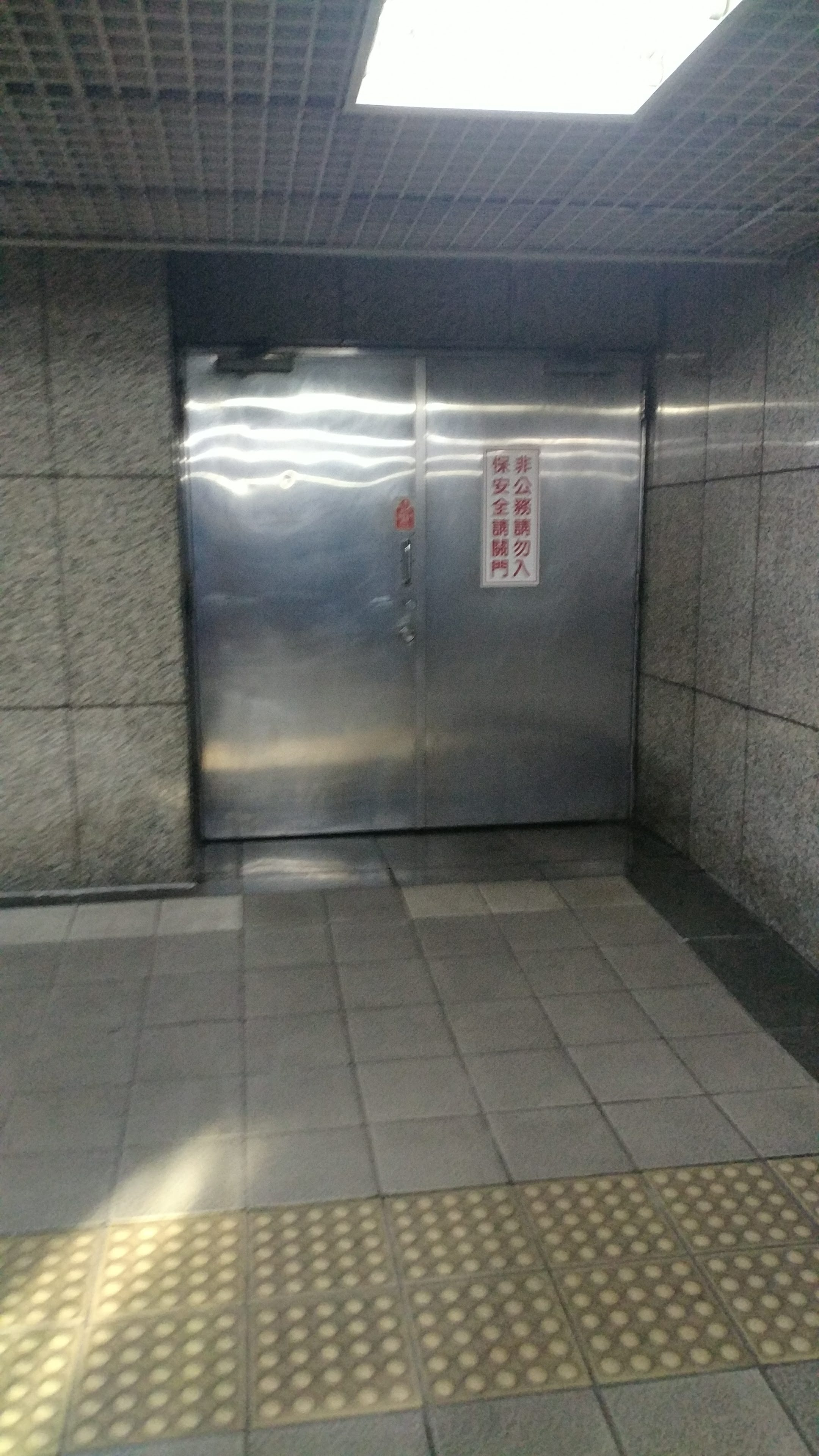
西門緊急停靠站連通捷運西門站6號出口通道門
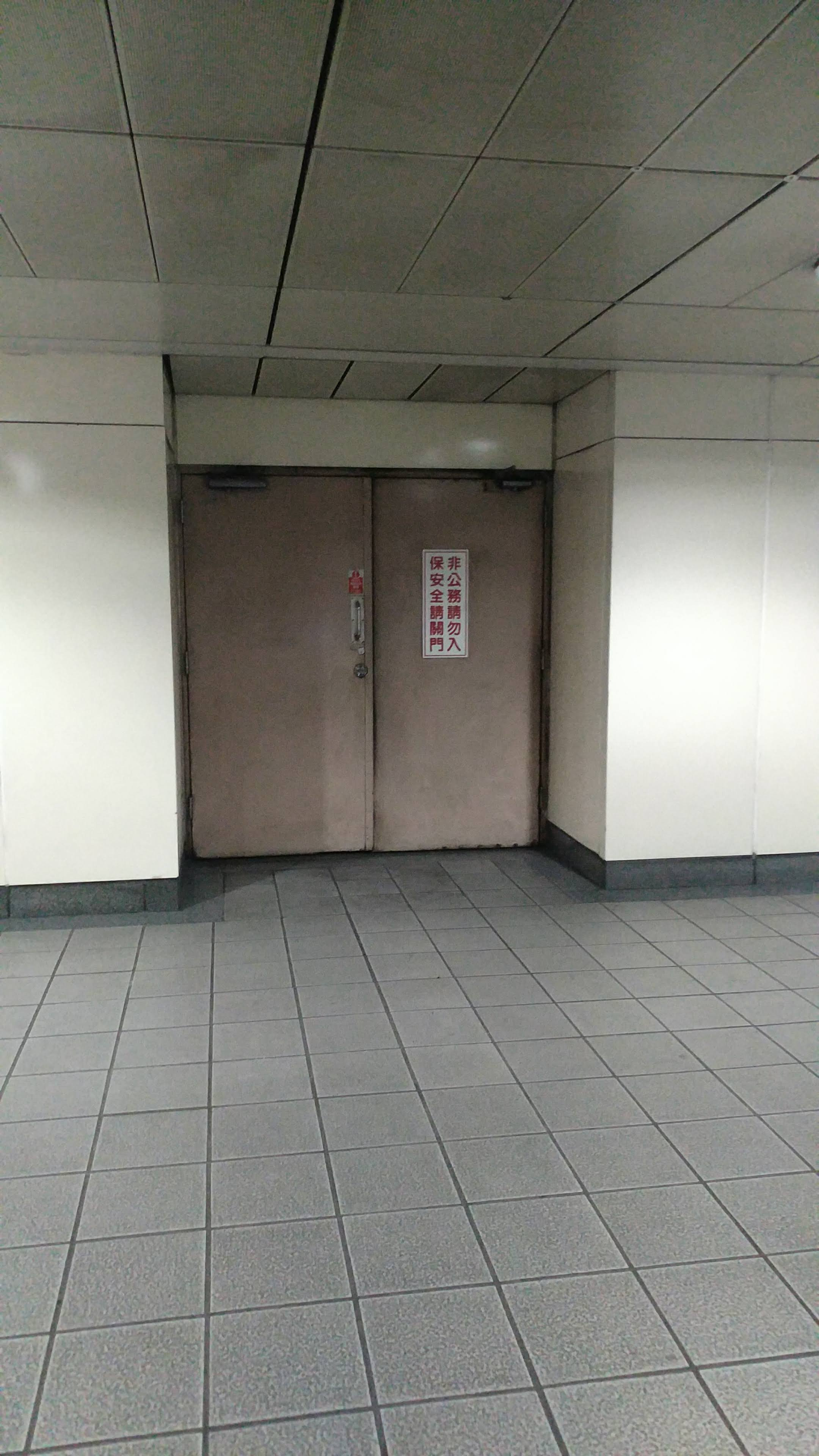
西門緊急停靠站連通捷運西門站1號出口通道門

## 利用狀況
| 年       | 年間   | 年間   | 年間     | 年間   | 1日平均 | 1日平均 |
| 年       | 上車   | 下車   | 上下車計 | 來源   | 上車    | 上下車  |
| -------- | ------ | ------ | -------- | ------ | ------- | ------- |
| 1930年度 | 4,531  | 3,729  | 8,260    | [ 4 ]  | 47      | 85      |
| 1931年度 | 44,831 | 37,686 | 82,517   | [ 5 ]  | 122     | 225     |
| 1932年度 | 56,621 | 47,415 | 104,036  | [ 6 ]  | 155     | 285     |
| 1933年度 | 63,615 | 51,609 | 115,224  | [ 7 ]  | 174     | 316     |
| 1934年度 | 68,386 | 55,766 | 124,152  | [ 8 ]  | 187     | 340     |
| 1935年度 | 51,019 | 44,481 | 95,500   | [ 9 ]  | 139     | 261     |
| 1936年度 | 45,159 | 42,448 | 87,607   | [ 10 ] | 124     | 240     |
| 1937年度 | 42,479 | 39,834 | 82,313   | [ 11 ] | 116     | 226     |
| 1938年度 | 34,606 | 35,292 | 69,898   | [ 12 ] | 95      | 192     |
| 1939年度 | 30,547 | 33,281 | 63,828   | [ 13 ] | 83      | 174     |
| 1940年度 | 18,288 | 20,849 | 39,137   | [ 13 ] | 50      | 107     |
| 沒資料   |        |        |          |        |         |         |